# Метриенская волость
Ме́триенская во́лость (латыш. Mētrienas pagasts; устар. Ляудон-Одзенская волость) — одна из двадцати двух территориальных единиц Мадонского края Латвии. Административным центром волости является село Метриена.

## География
Территория волости занимает 14 025,2 га, располагаясь на Ерсикской равнине Восточно-Латвийской низменности. Высшая точка — гора Озолкалнс (125 м), находится в юго-западной части волости.
На территории волости находится 7 озёр, крупнейшим из которых является Куртавас.

## История
В 1935 году Метриенская волость входила в состав Мадонского уезда. Площадь волости равнялась 129,31 км², а население составляло 1790 человек (820 мужчин и 970 женщин).